# Ocnogyna rherricki
Ocnogyna rherricki là một loài bướm đêm thuộc phân họ Arctiinae, họ Erebidae.